# West-Link Bridge
Die West-Link Bridge ist eine Autobahnbrücke bei Palmerston in Irland, welche die um Dublin angelegte Ringautobahn M50 über den Fluss Liffey führt. Sie wurde 1990 eröffnet und 2003 durch eine zweite Brücke östlich der ersten ergänzt. Beide Hohlkastenträger bestehen aus fünf Feldern und sind 385 m lang.
Die Brücke überquert das Tal 42 m über dem Fluss und ist damit die höchste Brücke, die den Liffey überquert. Sie wurde nachträglich mit Windschutzwänden versehen, damit sie auch bei starkem Wind befahren werden kann. Die Flussquerung war der erste mautpflichtige Autobahnabschnitt Irlands. Vor dem Bau der Brücke mischte sich der Durchgangsverkehr in den lokalen Dubliner Stadtverkehr, bevor er die Stadt auf elf verschiedenen Hauptstraßen wieder verließ.
Das Projekt wurde von Ove Arup erstellt. Der Bau begann 1987, wobei zuerst die Pfeiler errichtet wurden und dann der Brückenbalken von den Pfeilerköpfen aus im Freivorbau entstand. Im März 1990 konnte die erste Brücke als Teil des 12,2 km langen Western Parkway Motorway dem Verkehr übergeben werden.